# زلزال سان فرناندو 1971
زلزال سان فرناندو 1971 هو زلزالٌ وقعَ في كاليفورنيا في الولايات المتحدة بتاريخ 9 فبراير 1971.